# 受压迫人民阵线
受压迫人民阵线（马来语：Jaringan Rakyat Tertindas，英语：Opressed People’s Network）简称“JERIT”，是马来西亚一个为受压迫人民争取权益的全国性非政府组织，尤其关注社会中下阶层人士如农民、厂工和园丘工人等的生活是否受法律制度所保障。此外，他们也常与国内其他非政府组织结成联盟，在一些重要的国家议题上向执政者表达人民的心声。
自2002年成立以来，这组织通过多种管道表达他们的诉求，其中最为轰动的是他们在2008年12月举办了一项“脚车闯半岛，人民要改变”运动。受压迫人民阵线成员组成了人数众多的两支脚车队，分别从马来半岛北部的吉打和南部的柔佛向中部的首都吉隆坡前进，一路上除了向半岛各大小城镇的人民解说活动目的以外，同时也争取各地地方领袖的支持。此项运动的诉求包括：保护工人权益，立法制定最低工资；废除内安法令、官方机密法令、大专法令等恶法；落实地方议会选举；停止水供、教育等基本设施私营化，等等。 虽然南北两支脚车队在路上遭到警方和执法单位的多番阻扰，但这运动仍然成功唤起了公众对他们诉求的关注。

## 外部衔接
- 受压迫人民阵线官网（页面存档备份，存于）
- “脚车闯半岛，人民要改变”运动纪录片（页面存档备份，存于），上载于Vimeo